# Piotr M. Boroń
Piotr Maria Boroń (ur. 6 sierpnia 1955 w Krakowie, zm. 28 grudnia 2017 tamże) – polski działacz niepodległościowy, związkowy i społeczny. Propagator historii I i II wojny światowej. Wicedyrektor Muzeum Armii Krajowej w Krakowie (2001–2008).

## Życiorys
Urodził się 6 sierpnia 1955 w Krakowie w rodzinie Tadeusza i Marii z domu Reps. Absolwent XIII Liceum Ogólnokształcącego im. Bohaterów Westerplatte w Krakowie (matura 1974) i Wydziału Prawa Uniwersytetu Jagiellońskiego (magisterium 1982). Od lat siedemdziesiątych współpracownik działającego w konspiracji Oddziału Krakowskiego Związku Legionistów Polskich, członek kierownictwa Akcji na Rzecz Niepodległości, członek władz Komitetu Opieki nad Kopcem Józefa Piłsudskiego w Krakowie (1980–1987), Towarzystwa im. gen. J. Kustronia w Nowym Sączu (1982–1984), Ruchu Obrony Praw Człowieka i Obywatela, Instytutu Katyńskiego, Klubów Służby Niepodległości. Pracownik sekcji kultury, NSZZ „Solidarność” Regionu Małopolska (1980–1981). Internowany w stanie wojennym (Załęże). Po uwolnieniu działał w tajnych strukturach związku. Współzałożyciel Towarzystwa im. Józefa Piłsudskiego (1988) i jego wieloletni prezes. Działacz społeczny, m.in. Społecznego Towarzystwa Oświatowego, Towarzystwa Ratowania Kaplicy Loretańskiej, Wojewódzkiego Komitetu Ochrony Pamięci Walk i Męczeństwa. Autor kilkudziesięciu projektów tablic memoratywnych, odznak i sztandarów (m.in. w krakowskim kościele oo. Kapucynów: bp. W. Bandurskiego, o. K. Lenczowskiego, gen. K. Sosnkowskiego, gen. J. Olszyny-Wilczyńskiego, J. Piłsudskiego, gen. Z. Zielińskiego, płk. A. Eplera). Inicjator i organizator niezależnych wystaw historycznych, koncertów i patriotycznych uroczystości. W działalności konspiracyjnej bliski współpracownik Mariana Banasia, Adama Macedońskiego, Janusza Pierzchały, Włodzimierza Sackiewicza-Steckiewicza, Wojciecha Ziembińskiego, Jerzego Gizy i Bogdana Sekuły. Po przełomie politycznym 1989 r. doprowadził do przywrócenia w Krakowie tablic związanych z Józefem Piłsudskim, zniszczonych przez okupantów Polski bądź przez polskie władze komunistyczne (m.in. pomnik Marszałka w Łobzowie, tablica na budynku Dworca Głównego, tablica upamiętniająca nadanie nazwy ul. Józefa Piłsudskiego byłej ul. Wolskiej, tablica przy ul. Jagiellońskiej 9, tablica przy ul. Zyblikiewicza 1).
W wyborach parlamentarnych w 1993 kandydował do Sejmu z listy PC.
Członek Honorowy Sądeckiej Rodziny Katyńskiej (2001).
W 2015 pracował jako specjalista do spraw promocji w Muzeum Armii Krajowej.

## Odznaczenia
Odznaczony Srebrnym i Złotym Krzyżem Zasługi nadanymi przez władze RP na Uchodźstwie w 1989 i przez władze III RP w 2000, Złotym Medalem Opiekuna Miejsc Pamięci Narodowej w 1997, Krzyżem św. Franciszka w 1995, odznaką honorową „Za zasługi dla oświaty”, oraz Krzyżem na Wstędze Austriackiego Czarnego Krzyża w 1991, Odznaką Honorową Młodocianych Więźniów Politycznych 1944-1956 „Jaworzniacy” w 1996, Medalem Pro Memoria w 2005, a także Krzyżem Wolności i Solidarności w 2014.